# Britannia Heights
Britannia Heights est une banlieue interne de la cité de  Nelson, située dans l’Île du Sud de la Nouvelle-Zélande.

## Situation
Elle siège sur le trajet de la route State Highway 6/S H 6 au sud-ouest du centre de la cité de Nelson, sur les berges de la Baie de Tasman, entre les banlieues de Stepneyville et de Tahunanui  , .